# サロメ角田
サロメ 角田（サロメ つのだ、1948年1月1日 - ）は日本の元女優。トルコ風呂（現ソープランド）で働きながら女優やタレントとして活動した、ソープランド出身の最初のスターである。東京都板橋区出身、本名は榎本暁子。

## 経歴
中学卒業後、住み込みの看護婦見習いで都内の病院に就職したが、23歳の時に銀座のクラブで働き始め、いくつかの店を転々とした後、トルコ風呂で1年半ほど働き始める。その間、女優になるべく東映ニューフェイスに応募し不合格になったが、映画監督の向井寛に誘われて『世界 淫欲トルコ風呂』に出演する。仕事で培ったテクニックで熱演し、現役トルコ嬢女優としてマスコミで話題となり、トルコの女王と呼ばれる。その知名度を活かして『ポルノ劇団・サロメ座』を結成し、全国のキャバレーやストリップ劇場などを回り、ソープランドのサービスの1つである泡踊りを披露して一般大衆に知らしめた。『11PM』（日本テレビ）などの深夜番組にも積極的に出演した。
1977年5月から1981年まで、都内で麻雀店、『サロメ角田の部屋』を経営していた。
1985年4月、会社員の男性と結婚して芸能界は引退した。
2002年11月、占い学校に通い始め、易学や四柱推命等を学び、『アンジュの園』という占いの館を開いた。

## 出演映画
- 世界 淫欲トルコ風呂（原題『Massage Parlor Wife』アメリカ映画、1975年11月18日、東映洋画）
- 実録(秘)トルコ嬢物語（主演、1976年5月15日、ユニバースプロダクション）
- サロメ角田の悶絶玉くずし（主演、1976年6月、東映）
- 獣色性奴隷（主演、1976年7月、新東宝）
- トルコ最新テクニック 吸舌（1976年10月9日、日活ロマンポルノ）
- 蛇と女奴隷（1976年10月16日、東映）
- にっぽん夜這い祭り（1977年8月20日、東映）
- 悶絶高級トルコ 純ナマ洗い（1977年10月15日、日活ロマンポルノ）
- 発禁縛り夫人（1978年1月、新東宝）
- 出張トルコ また行きます（1978年4月1日、日活ロマンポルノ）
- 若妻淫蕩狂い（1980年1月19日、日活ロマンポルノ）
- 新版 トルコにっぽん大全集（1980年8月9日、東映セントラルフィルム）
- 獣色肉奴隷（1982年10月、新東宝）

## レコード
- 女が髪をほどく時/お熱いうちに - JVCケンウッド・ビクターエンタテインメント